# Olek Czyż
Aleksander "Olek" Czyż (Gdynia, 3 de marzo de 1990) es un baloncestista polaco que actualmente juega en el Anwil Włocławek. Con 2,03 metros de estatura, juega en la posición de ala-pívot.

## Trayectoria deportiva

### Universidad
Jugó dos temporadas con los Universidad de Duke de la Universidad de Duke, donde tuvo muy pocas oportunidades de juego, siendo transferido en 2010 a los Wolf Pack de la Universidad de Nevada, Reno en la que disputó otras dos temporadas, promediando 13,2 puntos, 6,2 rebotes y 1,1 asistencias por partido. En su primera temporada en su nuevo equipo fue elegido Debutante del Año de la Western Athletic Conference, siendo al año siguiente incluido en el mejor quinteto de la conferencia.

### Profesional
Tras no ser elegido en el Draft de la NBA de 2012, el 12 de agosto fichó por el Pallacanestro Virtus Roma de la liga italiana. Jugó una temporada en la que promedió 5,6 puntos y 3,6 rebotes por partido.
En  2013 regresa a Estados Unidos, fichando en el mes de septiembre por los Milwaukee Bucks para la pretemporada, pero siendo despedido poco antes del inicio de la competición. Firmó entonces con los Fort Wayne Mad Ants de la NBA D-League como jugador afiliado de los Bucks, disputando 12 partidos en los que promedió 9,8 puntos y 5,0 rebotes. En enero de 2014 fue traspasado a los Canton Charge, donde acabó la temporada promediando 12,0 puntos y 7,3 rebotes por partido.
El 25 de junio de 2014 fichó por el Enel Brindisi italiano, pero no pasó las pruebas físicas, y no fue hasta enero de 2015 cuando fichó por el Turów Zgorzelec de su país. Allí acabó pa temporada promediando 6,9 puntos y 3,9 rebotes por partido, siendo elegido Rookie del Año de la Polska Liga Koszykówki.
En septiembre de 2015 regresó a la liga italiana al fichar por el Pistoia Basket 2000, donde jugó una temporada, en la que promedió 11,2 puntos y 5,7 rebotes por partido. En julio de 2016 fichó por el Juvecaserta Basket.